# Tanyderus varipes
Tanyderus varipes är en tvåvingeart som först beskrevs av Edwards 1923.  Tanyderus varipes ingår i släktet Tanyderus och familjen Tanyderidae. Inga underarter finns listade i Catalogue of Life.